# Гойзер, Генрих
Генрих Гойзер (нем. Heinrich Geuser; 3 августа 1910, Нёрдлинген — 26 июня 1996, Байройт) — немецкий кларнетист, один из наиболее значительных немецких кларнетистов послевоенного времени.
В 1926—1929 годах учился в Мюнхенской высшей школе музыки. Затем играл в театрах Дуйсбурга, Хемница и Кобурга, с 1937 года в оркестре Берлинского радио. В 1939—1950 годах солист оркестра Немецкой оперы, с 1949 года солист Симфонического оркестра Берлинского радио. В 1949—1977 годах преподавал в Берлинской высшей школе музыки, с 1961 года профессор; среди его учеников Карл Лайстер. Многие годы играл в оркестре Байройтского фестиваля.